# Лыжные гонки на зимних Паралимпийских играх 2018 — 15 км (женщины)
Соревнования по лыжным гонкам на дистанции 15 километров среди женщин на зимних Паралимпийских играх 2018 года прошли 12 марта. В соревнованиях приняло участие 20 спортсменок из 9 стран. Соревнования проводились в двух классах:  стоя и с нарушением зрения. Местом проведения гонки стал лыжно-биатлонный комплекс "Альпензия".

## Медалисты
| Класс               | Золото                                                    | Серебро                                             | Бронза                                                                        |
| Стоя                | Екатерина Румянцева Нейтральные паралимпийские спортсмены | Анна Миленина Нейтральные паралимпийские спортсмены | Людмила Ляшенко Украина                                                       |
| С нарушением зрения | Светлана Сахоненко ведущий: Роман Ященко Беларусь         | Оксана Шишкова ведущий: Виталий Казаков Украина     | Михалина Лысова ведущий: Алексей Иванов Нейтральные паралимпийские спортсмены |

## Результаты

### Стоя
Соревнование началось в 12:15 по местному времени (UTC+9).
| Место | Номер | Спортсмен           | Страна                                | Итоговое время | Отставание |
| ----- | ----- | ------------------- | ------------------------------------- | -------------- | ---------- |
| 1     | 61    | Екатерина Румянцева | Нейтральные паралимпийские спортсмены | 49:37,6        | —          |
| 2     | 58    | Анна Миленина       | Нейтральные паралимпийские спортсмены | 50:55,6        | +1:18,0    |
| 3     | 60    | Людмила Ляшенко     | Украина                               | 51:06,6        | +1:29,0    |
| 4     | 59    | Юлия Батенкова      | Украина                               | 51:19,5        | +1:41,9    |
| 5     | 57    | Эмили Янг           | Канада                                | 51:51,4        | +2:13,8    |
| 6     | 55    | Натали Уилки        | Канада                                | 52:12,9        | +2:35,3    |
| 7     | 54    | Момоко Дэкидзима    | Япония                                | 55:18,3        | +6:20,7    |
| 8     | 56    | Богдана Конашук     | Украина                               | 57:16,7        | +7:39,1    |
| 9     | 52    | Пэн Юаньюань        | Китай                                 | 1:07:33,4      | +17:55,8   |
| 10    | 51    | Грейс Миллер        | США                                   | 1:08:51,5      | +19:13,9   |
|       | 53    | Ивета Фарон         | Польша                                | DNF            | DNF        |

### C нарушением зрения
Соревнование началось в 12:00 по местному времени (UTC+9).
| Место | Номер | Спортсмен                                        | Страна                                | Итоговое время | Отставание |
| ----- | ----- | ------------------------------------------------ | ------------------------------------- | -------------- | ---------- |
| 1     | 46    | Светлана Сахоненко ведущий: Роман Ященко         | Беларусь                              | 49:11,7        | —          |
| 2     | 48    | Оксана Шишкова ведущий: Виталий Казаков          | Украина                               | 49:19,5        | +7,8       |
| 3     | 47    | Михалина Лысова ведущий: Алексей Иванов          | Нейтральные паралимпийские спортсмены | 52:29,2        | +3:17,5    |
| 4     | 49    | Карина Эдлингер ведущий: Юлиан Эдлингер          | Австрия                               | 53:38,3        | +4:26,6    |
| 5     | 43    | Ядвига Скоробогатая ведущий: Анастасия Кириллова | Беларусь                              | 54:18,1        | +5:06,4    |
| 6     | 45    | Ольга Прылицкая ведущий: Борис Бабар             | Украина                               | 54:40,5        | +5:28,8    |
| 7     | 41    | Екатерина Мошковская ведущий: Артём Норин        | Нейтральные паралимпийские спортсмены | 58:43,9        | +9:32,2    |
| 8     | 42    | Миа Зуттер ведущий: Кристина Тригстад-Саари      | США                                   | 1:02:20,2      | +13:08,5   |
|       | 44    | Марина Галицына ведущий: Максим Пирогов          | Нейтральные паралимпийские спортсмены | DNF            | DNF        |